# Ferrières-Saint-Hilaire
Pour les articles homonymes, voir Saint-Hilaire.
Ferrières-Saint-Hilaire est une commune française située dans le département de l'Eure, en région Normandie.

## Géographie

### Localisation
| Grand-Camp | Saint-Quentin-des-Isles | Saint-Aubin-le-Vertueux                             |
|            | Ferrières-Saint-Hilaire |                                                     |
| Broglie    | Chamblac                | Mesnil-en-Ouche (comm. dél. de Jonquerets-de-Livet) |

### Hydrographie
La commune est située dans le bassin Seine-Normandie. Elle est drainée par la Charentonne et divers autres petits cours d'eau,.
La Charentonne, d'une longueur de 63 km, prend sa source dans la commune de Saint-Evroult-Notre-Dame-du-Bois et se jette  dans la Risle à Nassandres sur Risle, après avoir traversé 16 communes.

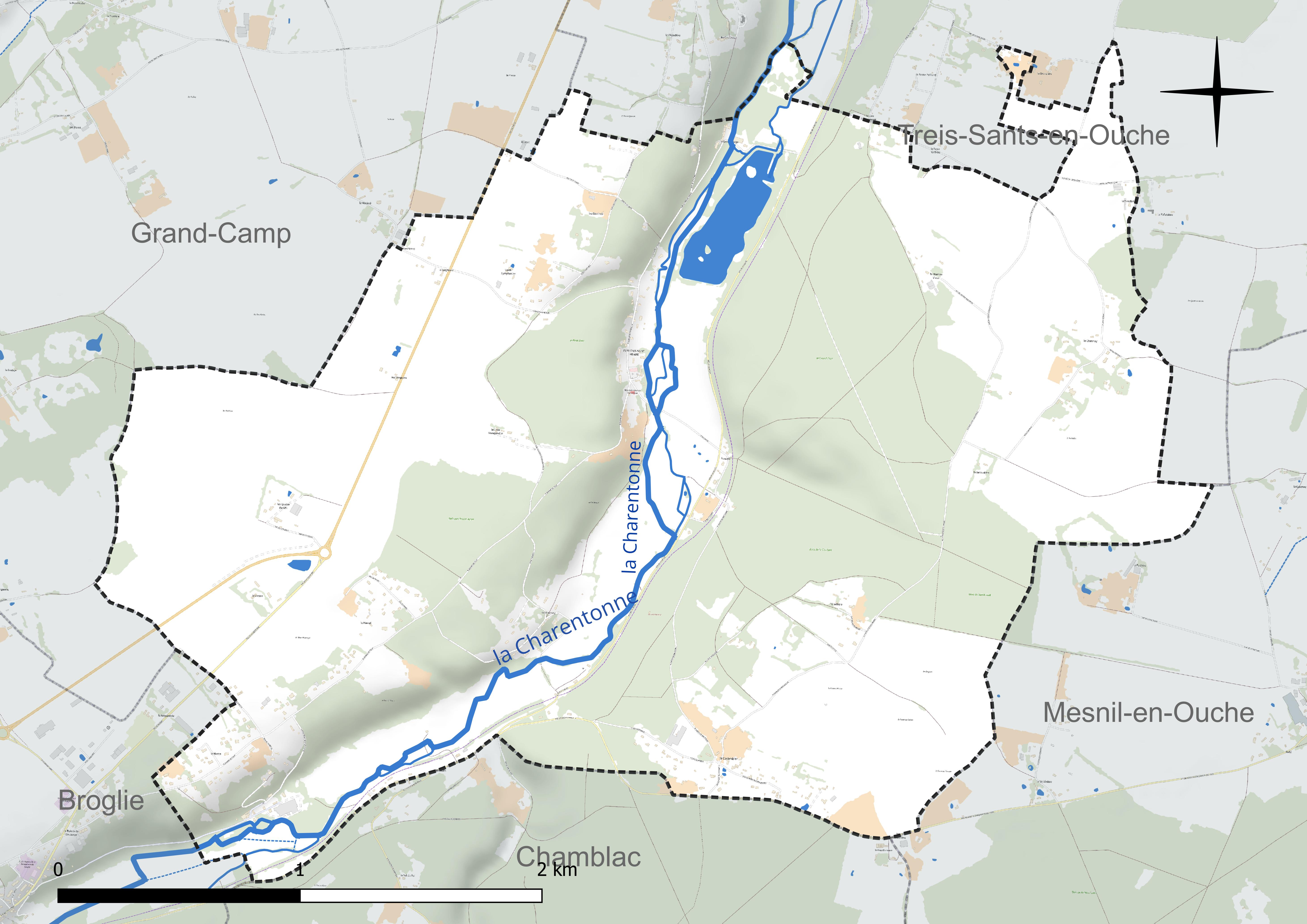
Réseau hydrographique de Ferrières-Saint-Hilaire.

### Climat
Pour des articles plus généraux, voir Climat de la Normandie et Climat de l'Eure.
En 2010, le climat de la commune est de type climat océanique dégradé des plaines du Centre et du Nord, selon une étude du CNRS s'appuyant sur une série de données couvrant la période 1971-2000. En 2020, Météo-France publie une typologie des climats de la France métropolitaine dans laquelle la commune est exposée à un climat océanique et est dans la région climatique  Côtes de la Manche orientale, caractérisée par un faible ensoleillement (1 550 h/an) ; forte humidité de l’air (plus de 20 h/jour avec humidité relative > 80 % en hiver), vents forts fréquents. Parallèlement le GIEC normand, un groupe régional d’experts sur le climat, différencie quant à lui, dans une étude de 2020, trois grands types de climats pour la région Normandie, nuancés à une échelle plus fine par les facteurs géographiques locaux. La commune est, selon ce zonage, exposée à un « climat contrasté des collines », correspondant au Pays d’Auge, Lieuvin et Roumois, moins directement soumis aux flux océaniques et connaissant toutefois des précipitations assez marquées en raison des reliefs collinaires qui favorisent leur formation.
Pour la période 1971-2000, la température annuelle moyenne est de 10,2 °C, avec  une amplitude thermique annuelle de 13,8 °C. Le cumul annuel moyen de précipitations est de 804 mm, avec 12,6 jours de précipitations en janvier et 8,4 jours en juillet. Pour la période 1991-2020, la température moyenne annuelle observée sur la station météorologique la plus proche, située sur la commune de Bernay à 7 km à vol d'oiseau, est de 10,9 °C et le cumul annuel moyen de précipitations est de 666,9 mm,. Pour l'avenir, les paramètres climatiques de la commune estimés pour 2050 selon différents scénarios d’émission de gaz à effet de serre sont consultables sur un site dédié publié par Météo-France en novembre 2022.

## Urbanisme

### Typologie
Au 1er janvier 2024, Ferrières-Saint-Hilaire est catégorisée commune rurale à habitat dispersé, selon la nouvelle grille communale de densité à 7 niveaux définie par l'Insee en 2022.
Elle est située hors unité urbaine. Par ailleurs la commune fait partie de l'aire d'attraction de Bernay, dont elle est une commune de la couronne,. Cette aire, qui regroupe 36 communes, est catégorisée dans les aires de moins de 50 000 habitants,.

### Occupation des sols
L'occupation des sols de la commune, telle qu'elle ressort de la base de données européenne d’occupation biophysique des sols Corine Land Cover (CLC), est marquée par l'importance des territoires agricoles (56,9 % en 2018), une proportion identique à celle de 1990 (56,9 %). La répartition détaillée en 2018 est la suivante : 
forêts (39,8 %), terres arables (36,8 %), prairies (18,3 %), zones urbanisées (3,3 %), zones agricoles hétérogènes (1,8 %). L'évolution de l’occupation des sols de la commune et de ses infrastructures peut être observée sur les différentes représentations cartographiques du territoire : la carte de Cassini (XVIIIe siècle), la carte d'état-major (1820-1866) et les cartes ou photos aériennes de l'IGN pour la période actuelle (1950 à aujourd'hui).

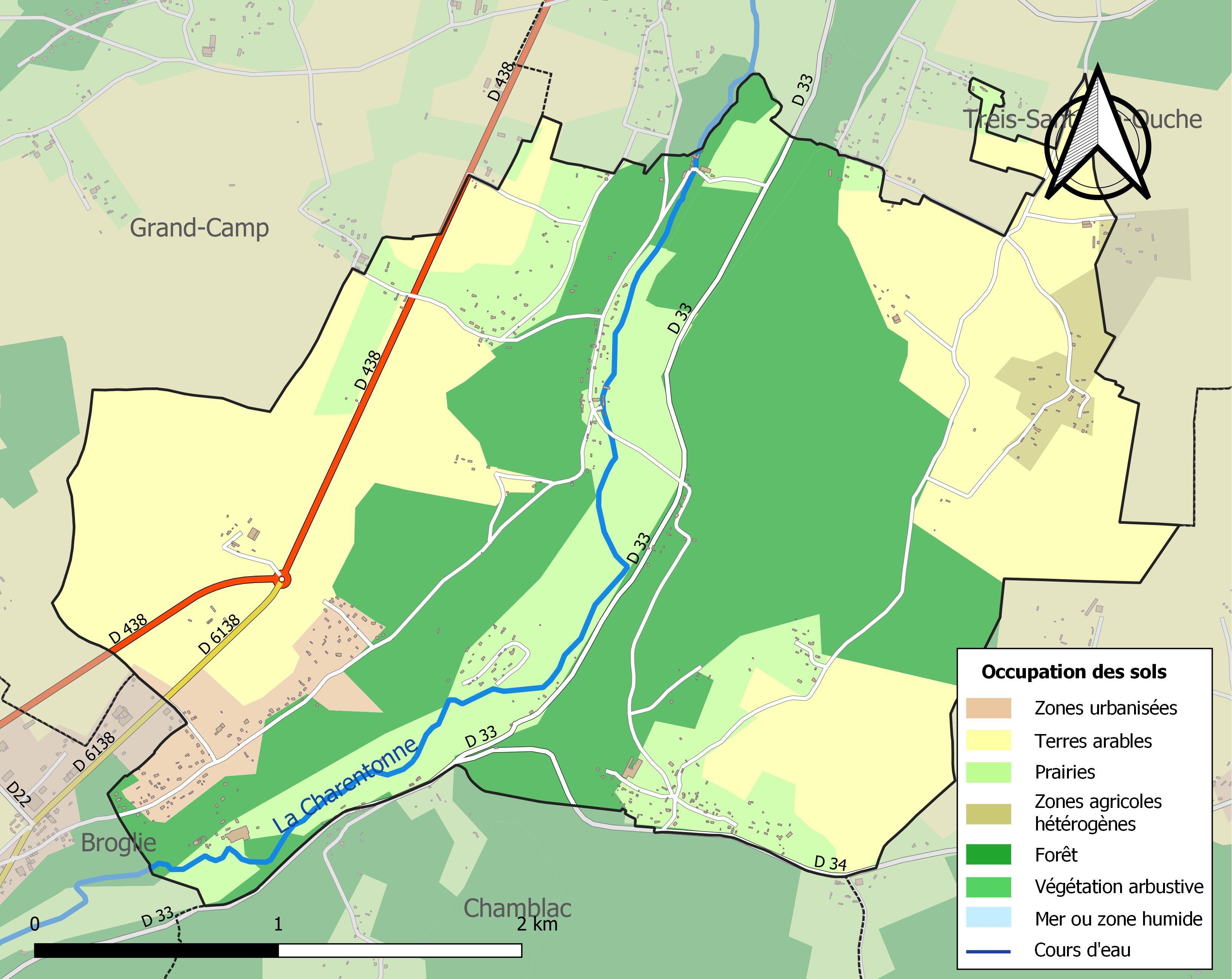
Carte des infrastructures et de l'occupation des sols de la commune en 2018 (CLC).

## Toponymie
Le nom de la localité est attesté sous la forme latinisée Fererias vers l'an 1000, Ferraria en 1297, Ferieres en 1320 (assiette du comté de Beaumont), Saint Hilaire de Ferieres vers 1610 (aveu de Charlotte des Ursins).
Il s'agit d'un « endroit où se trouvent des mines de fer ou des forges » ou d'une « Installation pour extraire, fondre et forger le fer », appartient à un type pléthorique en France et en Normandie, nombreux exemples dans le pays d'Ouche réputé pour ses mines de fer, dont l'exploitation a dû débuter à l'époque de La Tène celtique.
Saint Hilaire est le patron de la paroisse.

## Histoire
La commune est un ancien fief de la famille de Ferrières, dont une branche émigra en Angleterre à l'époque de Guillaume le Conquérant ; Robert de Ferrières, ou de Ferrers, est le fils d'Henri de Ferrières et de sa femme Berthe.

## Politique et administration
| Période                                  | Période  | Identité       | Étiquette | Qualité                          |
| ---------------------------------------- | -------- | -------------- | --------- | -------------------------------- |
| mars 2001                                | 2014     | Pierre Pillet  |           |                                  |
| 2014                                     | En cours | Jean-Luc David | DVD       | Retraité de la fonction publique |
| Les données manquantes sont à compléter. |          |                |           |                                  |

## Démographie
L'évolution du nombre d'habitants est connue à travers les recensements de la population effectués dans la commune depuis 1793. Pour les communes de moins de 10 000 habitants, une enquête de recensement portant sur toute la population est réalisée tous les cinq ans, les populations de référence des années intermédiaires étant quant à elles estimées par interpolation ou extrapolation. Pour la commune, le premier recensement exhaustif entrant dans le cadre du nouveau dispositif a été réalisé en 2008.

En 2022, la commune comptait 428 habitants, en évolution de +2,64 % par rapport à 2016 (Eure : −0,25 %, France hors Mayotte : +2,11 %).
| 1793 | 1800 | 1806 | 1821 | 1831 | 1836 | 1841 | 1846 | 1851 |
| ---- | ---- | ---- | ---- | ---- | ---- | ---- | ---- | ---- |
| 505  | 533  | 548  | 616  | 599  | 546  | 506  | 470  | 436  |

| 1856 | 1861 | 1866 | 1872 | 1876 | 1881 | 1886 | 1891 | 1896 |
| ---- | ---- | ---- | ---- | ---- | ---- | ---- | ---- | ---- |
| 401  | 438  | 444  | 413  | 403  | 394  | 386  | 377  | 339  |

| 1901 | 1906 | 1911 | 1921 | 1926 | 1931 | 1936 | 1946 | 1954 |
| ---- | ---- | ---- | ---- | ---- | ---- | ---- | ---- | ---- |
| 266  | 285  | 249  | 237  | 321  | 307  | 282  | 291  | 285  |

| 1962 | 1968 | 1975 | 1982 | 1990 | 1999 | 2006 | 2008 | 2013 |
| ---- | ---- | ---- | ---- | ---- | ---- | ---- | ---- | ---- |
| 301  | 238  | 303  | 372  | 374  | 354  | 386  | 396  | 416  |

| 2018 | 2022 | - | - | - | - | - | - | - |
| ---- | ---- | - | - | - | - | - | - | - |
| 420  | 428  | - | - | - | - | - | - | - |

## Culture locale et patrimoine

### Lieux et monuments
- Église Saint-Hilaire.
- Monument aux morts.
- La chapelle Notre-Dame de Petite Couture.
- Motte fossoyée avec basse-cour, au lieu-dit la Rouillée, sur laquelle est le presbytère[26].

### Patrimoine naturel

#### Site classé
- L'église avec son porche, le cimetière avec le calvaire, le muret, l'if et le cèdre de Virginie.  Site classé (1932)[27].

### Personnalités liées à la commune
- Famille de Ferrières.
- Louis-Nicolas Le Prince (vers 1637-1693), prêtre et compositeur mort à Ferrières-Saint-Hilaire dont il était le curé.

### Héraldique
| Blason de Ferrières-Saint-Hilaire | Blason  | D'hermine à la bordure de gueules chargée de huit fers à cheval d'or. |
| Blason de Ferrières-Saint-Hilaire | Détails | Le statut officiel du blason reste à déterminer.                      |